# Иван Мишев
Иван Георгиев Мишев е български поет и публицист.

## Биография
Роден е в 1954 година в неврокопското село Гайтаниново. Учи в Гоце Делчев, а след това в ВНВУ „Васил Левски“ във Велико Търново. От 1976 г. работи като офицер в Българската армия. Завършва английска филология. Пише и публикува дописки и стихове в различни издания, като „Българска армия“ и „Армейска младеж“. През 1988 г. завършва Военната академия „Георги С. Раковски“. Работи като учител по английски език. Автор е на стихосбирките „Ще потърся вятъра“ (2000) и „Въглени в мен“ (2003). През 2007 г. издава книгата със стихове за деца „Първолаче-юначе“.